# Challapampa
Challapampa ist eine Ortschaft im Departamento La Paz im Hochland des südamerikanischen Andenstaates Bolivien.

## Lage im Nahraum
Challapampa ist eine Streusiedlung und liegt auf der Isla del Sol (dt. Sonneninsel) in der Provinz Manco Kapac im Municipio Copacabana. Die Ortschaft liegt im südlichen Teil des 3.810 m hoch gelegenen Titicacasee in einer Höhe von 3815 m an der Nordostküste der Sonneninsel. Der Kern der Ortschaft liegt auf einem nur hundert Meter breiten Landstreifen, der eine der vorgelagerten Halbinseln mit der Isla del Sol verbindet.

## Geographie
Challapampa liegt auf dem bolivianischen Altiplano zwischen den Anden-Gebirgsketten der Cordillera Occidental im Westen und der Cordillera Central im Osten. Die Region weist ein ausgeprägtes Tageszeitenklima auf, bei der die mittleren täglichen Temperaturschwankungen deutlicher ausfallen als die mittleren jahreszeitlichen Schwankungen.
Die Jahresdurchschnittstemperatur der Region liegt bei etwa 8 °C (siehe Klimadiagramm Copacabana), die Monatswerte schwanken nur unwesentlich zwischen knapp 6 °C im Juni/Juli und 10 °C im November/Dezember. Der Jahresniederschlag beträgt etwa 700 mm, die Monatsniederschläge liegen zwischen unter 10 mm in den Monaten Juni und Juli und 150 mm im Januar und Februar.

## Verkehrsnetz
Challapampa liegt in einer Entfernung von 170 Straßenkilometern nordwestlich von La Paz, der Hauptstadt des gleichnamigen Departamentos.
Von La Paz führt die asphaltierte Nationalstraße Ruta 2 in nordwestlicher Richtung über Huarina nach San Pablo de Tiquina am Titicacasee, dort wird die Straße von Tiquina mit Booten überquert und man erreicht nach insgesamt 147 Kilometern die Landstadt Copacabana. Von Copacabana aus verkehren regelmäßige Ausflugsschiffe zur Isla del Sol.

## Bevölkerung
Die Einwohnerzahl der Ortschaft war in den vergangenen beiden Jahrzehnten deutlichen Schwankungen unterworfen:
| Jahr | Einwohner | Quelle       |
| ---- | --------- | ------------ |
| 1992 | 107       | Volkszählung |
| 2001 | 435       | Volkszählung |
| 2012 | 177       | Volkszählung |
| 2024 |           | Volkszählung |

Die Region weist einen hohen Anteil an Aymara-Bevölkerung auf, im Municipio Copacabana sprechen 94,3 Prozent der Bevölkerung Aymara.